# Rochester Med City FC
Rochester Med City FC, é uma agremiação esportiva da cidade de Rochester, Minnesota. Atualmente disputa a National Premier Soccer League.

## História
Fundado em 21 de dezembro de 2016 por Frank Spaeth, a equipe faz a sa estreia na NPSL na temporada 2017.

## Estatísticas

### Participações
|  | Participações em 2020 |

| Competição     | Competição               | Temporadas | Melhor campanha  | Estreia | Última | P | R |
| Estados Unidos | Lamar Hunt U.S. Open Cup | 1          | Estreante (2020) | 2020    | 2020   |   | – |